# Drobiță
Drobița (Genista tinctoria) este o specie de plantă cu flori din familia Fabaceae, cu frunze lanceolate și cu flori galbene, ale cărei ramuri, fierte în apă, dau o culoare galbenă, folosită la vopsit 

## Răspândire și habitat
Această specie crește pe pajiștile și pășunile din Europa și Turcia. 

## Descriere
Este un arbust cu frunze care crește până la o înălțime de 60-90 de centimetri și până la o lățime de 100 cm și care are o tulpină lemnoasă, ușor păroasă și ramificată. Frunzele aproape sesile sunt lanceolate și nu au peri. Florile galben-aurii cu formă de mazăre sunt purtate în raceme înguste și drepte din primăvară până la începutul verii. Fructul este o păstaie lungă și strălucitoare ca o păstaie de fasole verde.

## Proprietăți și întrebuințări
Numeroase soiuri au fost selectate pentru a fi cultivate în grădini, iar specia „Royal Gold” a câștigat Premiul pentru merit grădinăresc (Award of Garden Merit) al Societății Regale de Horticultură.
Planta, după cum sugerează denumirea sa în limba latină, a fost folosită încă din cele mai vechi timpuri pentru a produce un colorant galben, care, combinat cu drobușorul (Isatis tinctoria), creează, de asemenea, o culoare verde.
Din această plantă a fost izolat în 1899, pentru prima dată, un compus chimic denumit genisteina isoflavonă. Părțile componente cu rol medicinal sunt crengile înflorite.
Planta a fost folosită în medicina populară și în fitoterapie pentru diverse boli minore, inclusiv boli de piele, chiar și în timpurile moderne.

## Galerie

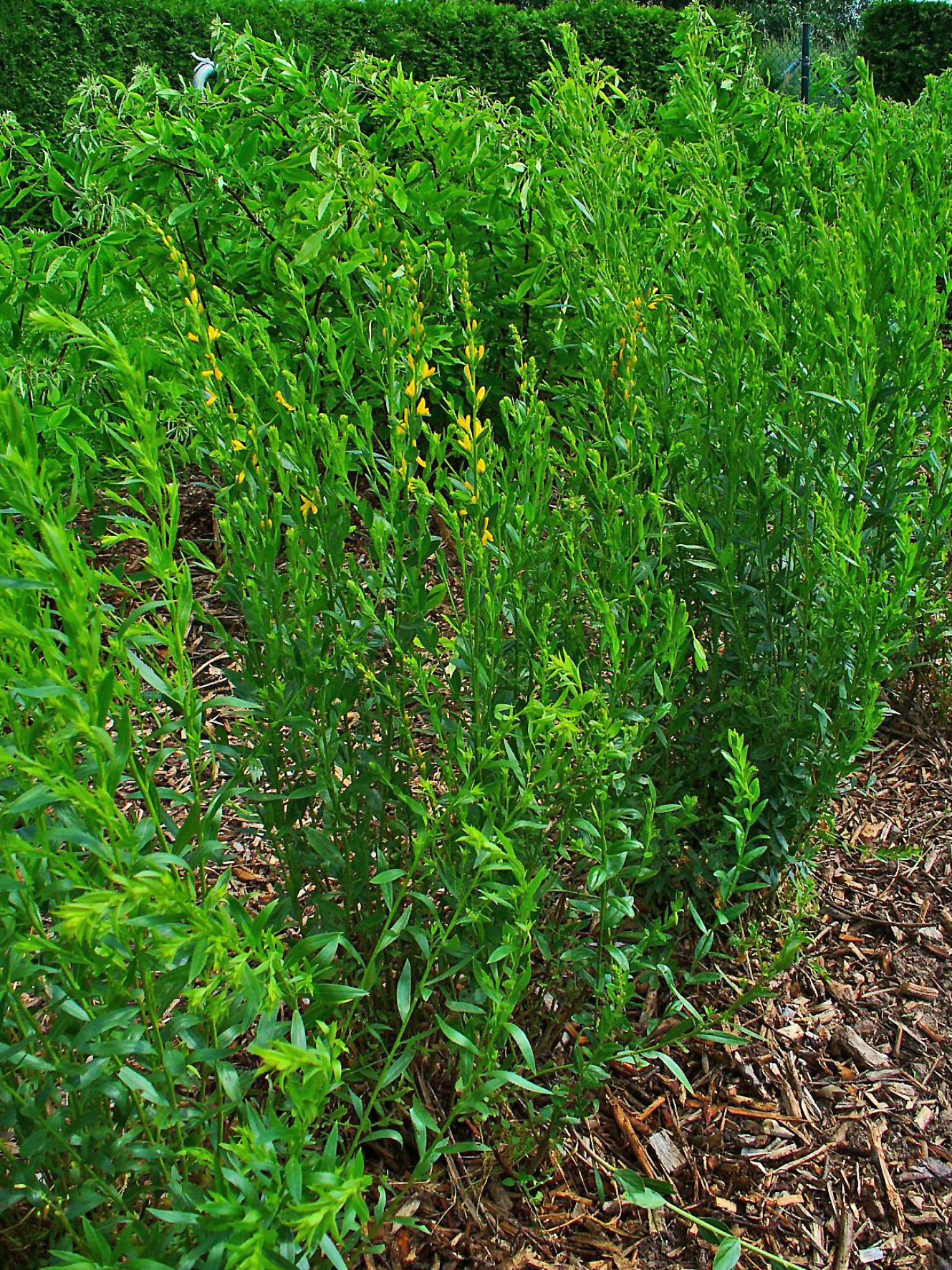
Plante de Genista tinctoria
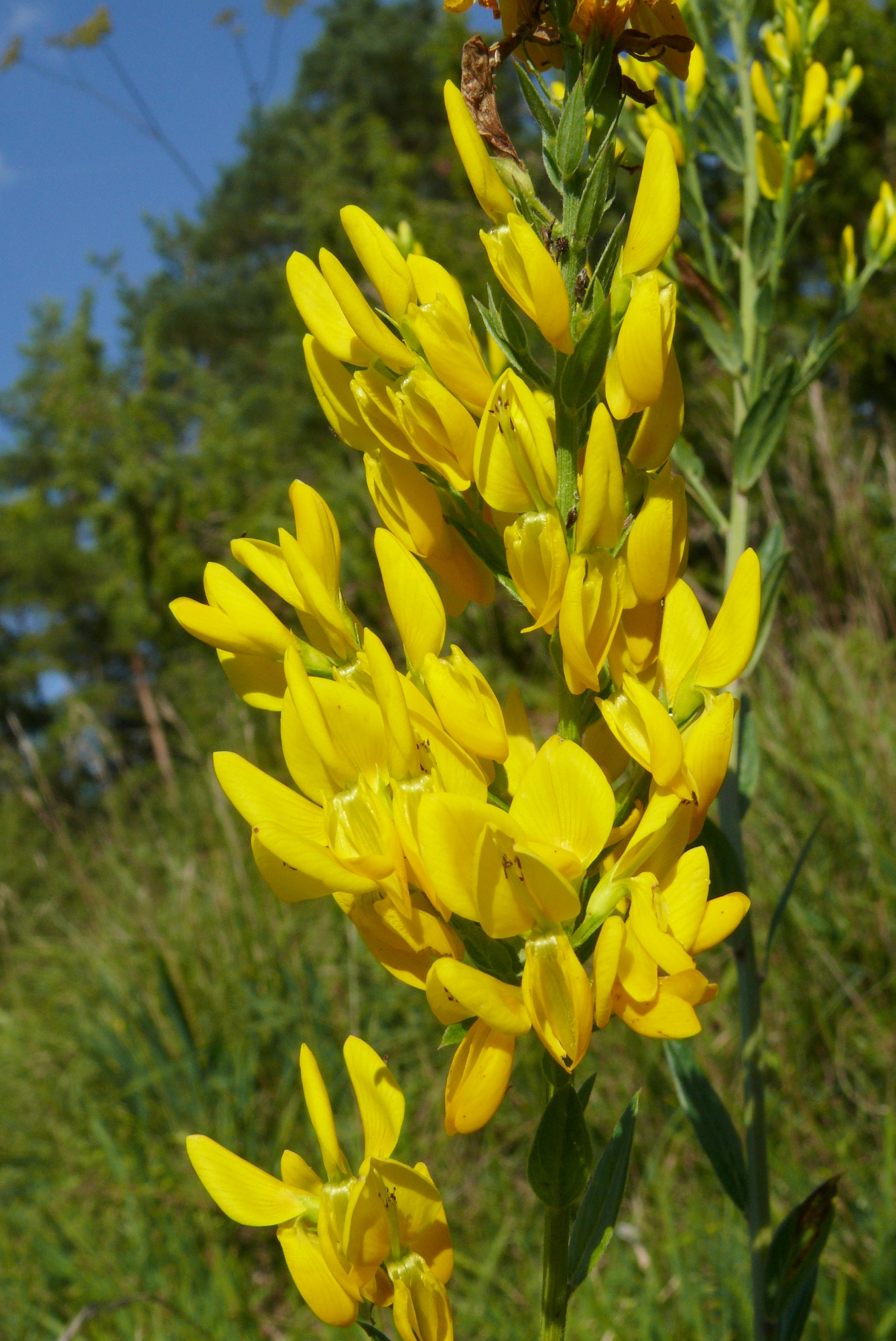
Drobiță în Schwäbisch-Fränkischer Wald
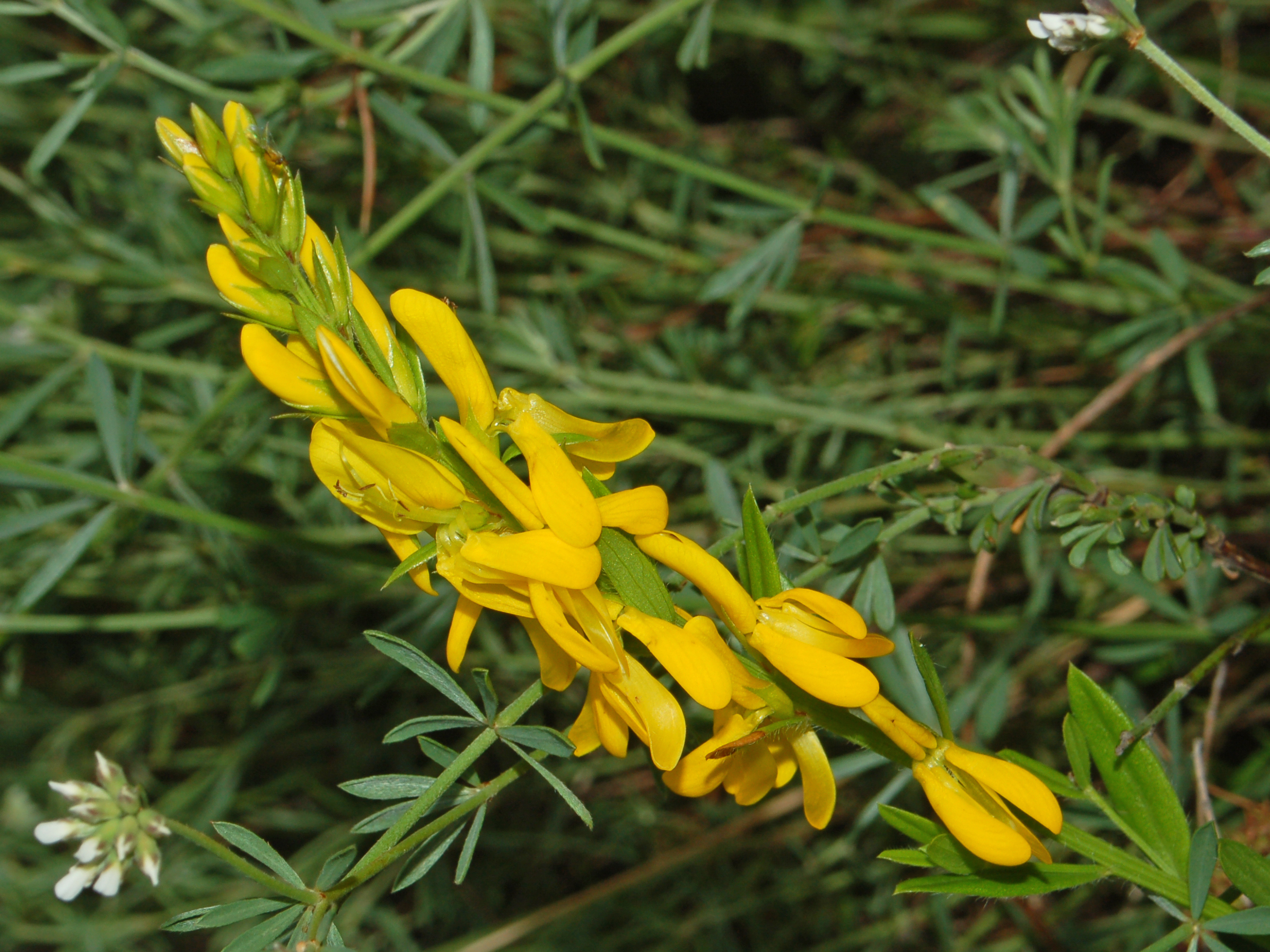
Flori de drobiță